# ジリオラ・チンクェッティ
ジリオラ・チンクェッティ（Gigliola Cinquetti, 1947年12月20日 - ）は、イタリアのカンツォーネ歌手。イタリアのヴェローナ出身。1964年の「夢みる想い」や1966年の「愛は限りなく」、1969年の「雨」などで知られる。1964年にサンレモ音楽祭とユーロビジョン・ソング・コンテストで優勝し、1966年にサンレモ音楽祭で再び優勝した。

## 略歴
チンクェッティは、1963年のカストロカーロ新人コンテストで優勝。1964年、16歳の時にサンレモ音楽祭で2枚目のソングル「夢みる想い」 (non ho l'età) を歌い優勝、ユーロビジョン・ソング・コンテスト1964 に同じ曲で臨み、イタリアからの出場者としては初の優勝を果たしたことにより一躍有名となった。またユーロビジョン・ソング・コンテスト勝者としては初めてUKトップ75にチャート・インした。同曲は300万枚以上の特大のヒットとなった。1966年には「愛は限りなく」 (Dio, come ti amo) がイタリアでヒット。
彼女は日本でも、ジャンニ・モランディ、ミーナ、ボビー・ソロ、ウィルマ・ゴイクらと並ぶ人気歌手となった。1969年には「雨」が大ヒット。1970年には「つばめのように」がヒットしている。日本では1972年に「恋よまわれ」がヒット。日本でのヒットは、この曲が最後となった。彼女の曲「Alle Porte del Sole 」（1973年にリリース）は、最初のリリースから2年後に、アルマルティーノによって英語（「 To the Door of the Sun」として）とイタリア語の両方で再録音された。「To the Door of the Sun」は、米国のビルボードのホット 100で小ヒットとなった。チンクエッティ自身の英語バージョンの曲は、1974 年 8 月に CBS レコードからシングルとしてリリースされ、B 面には1973 年のオリジナルのイタリア語バージョンが収録された。
チンクエッティは、1974年にブライトンで開催されたユーロビジョン ソング コンテストに復帰し、再びイタリアを代表した。マリオ・パンツェリ、ダニエレ・ペース、ロレンツォ・ピラト、カラード・コンティが作詞・作曲した曲「Sì 」（「はい」）を歌い、スウェーデンのABBAが歌った「ウォータールー」に続いて18点で2位となった。彼女の歌の生放送は、1 か月後の 5 月に開催される予定だった、1974 年のイタリアの離婚国民投票のキャンペーンと部分的に一致したため、イタリアの国営放送局RAIによって母国で禁止されました。RAIは、この曲の名前と歌詞 (常に「Sì」はい、という言葉を繰り返していた) がサブリミナル メッセージであり、イタリアの有権者に「賛成」に投票するよう影響を与えるプロパガンダの形式であると、非難される可能性があるという懸念から、この曲を検閲した。国民投票。この曲は、イタリアの国営テレビ局やラジオ局で、1か月以上検閲されたままだった。1974年には「太陽のとびら」が、イタリアで彼女にとって最大のヒットを記録した。また、伊東ゆかり、弘田三枝子などの日本人歌手が彼女の曲をカヴァーしている。1979年に結婚、翌年二人の男の子の育児に専念するため引退してローマに転居した。その後、1989年のサンレモ音楽祭に出場を契機に完全に復帰、1990年にはデビュー25周年ツアーを欧州で行った。1991年、復帰後初のアルバム「Tuttintorno」を発売。以後も1993年に来日コンサート開催、1995年「Giovane vecchio cuore」でのサンレモ出場など、積極的に活動した。
2017年11月に、24年ぶりとなる来日公演を行った 。

## ディスコグラフィ

### アルバム
- 1964年 - Gigliola Cinquetti (CGD, FG 5012)
- 1967年 - La rosa nera (CGD - Serie Smeraldo, POP 36)
- 1967年 - Gigliola per i più piccini (CGD, FG 5036)
- 1968年 - Gigliola Cinquetti e il Trio Panchos in Messico (CBS, S 63404)
- 1969年 - Il treno dell'amore (CGD - Serie Smeraldo, POP 75)
- 1971年 - Cantando con gli amici (CGD, FGL 5086)
- 1971年 - ...e io le canto così (CGD, FGL 5094)
- 1972年 - Su e giù per le montagne (CGD, FGL 5114)
- 1973年 - Stasera ballo liscio (CGD, 69044)
- 1974年 - Bonjour Paris (CGD, 65978)
- 1974年 - Gigliola Cinquetti in Francia (CGD, 65602)
- 1974年 - Gigliola Cinquetti (album 1974) (CGD, 69068)
- 1975年 - Il meglio di Gigliola Cinquetti (CGD, 69126)
- 1975年 - Gigliola Cinquetti e la banda (CGD, 69194)
- 1976年 - Ritratto di Gigliola Cinquetti (CGD- Serie Record Bazar, RB4)
- 1978年 - Pensieri di donna (CGD, 20050)
- 1982年 - Il Portoballo (CGD, 20336)
- 1989年 - ...e inoltre ciao (WEA, 244906-1)
- 1991年 - Tuttointorno (Dischi Ricordi)
- 1994年 - Luna Nel Blu...Con Amore
- 1995年 - Giovane vecchio cuore (マーキュリー・レコード, 526 832-2)
- 1996年 - Live in Tokyo (NAR International, 044295007-2)
- 1997年 - Prima del temporale (Fuego)
- 1999年 - I successi (Giglilola Cinquetti) (D.V. More Record, DV 6373; riarrangiamenti dei successi)
- 2004年 - Collezione Privata (Dischi Ricordi)
- 2006年 - Il Meglio di Gigliola Cinquetti

### イタリア国外で発売されたアルバム
- 1969年 - Gigliola Cinquetti (album 1969) (Electrecord, EDD 1234; pubblicato in ルーマニア)
- 1973年 - Recital In Japan (Seven Seas, GP-308; pubblicato in 日本)
- 1974年 - A Las Puertas Del Cielo (CBSレコード, S 80209; pubblicato in スペイン)
- 1974年 - L'Orage (Mr. Pickwick, MPD 216; pubblicato in フランス) - フランス語アルバム
- 1974年 - Auf Der Strasse Der Sonne (CBS, 80238; pubblicato nei オランダ
- 1974年 - Go (Before You Break My Heart) (CBS, 80295; pubblicato in イギリス&オランダ)
- 1993年 - The Best Of Gigliola Cinquetti (イーストウエスト・ジャパン)

### EP
- 1964年 - Le mie poesie preferite (Istituto Internazionale del Disco, FL 0102)

### 日本で発売されたシングル
- 夢みる想い Non ho l'età (ユーロビジョン・ソング・コンテスト、サンレモ音楽祭優勝)/ すてきなボーイ　Sei un bravo rRagazzo (1964/4 キング HIT-1040)
- 夢みる想い(日本語)/瞳にいっぱいの涙 Penso alle cose perdute (1964/6 キング HIT-1077)
- はじめてのキッス Il primo bacio che darò / 涙を見せずに Non è niente, lasciami stare (1964/7 キング HIT-1094)
- イタリーでこんにちは L'ltaliano / やさしい恋人 La Tendrese (1964/9 キング HIT-1106)
- 愛はすぐそこに Caro come te / しあわせは橋の Quanno passo il ponte con te (1964/11 キング HIT-1138)
- ナポリは恋人 Napoli, fortuna mia / ひとりぼっちの夜 Prima o poi telefornerai (1965/1 キング HIT-1161)
- あこがれはいつも心に Ho bisogno di vederti / 淋しいめざめ Quando vedo che tutti si aAmano (1965/3 キング HIT-1249)
- バルバブル Barbablu / グラツェエ！アモーレ Grazie, amore (1965/8 キング HIT-1249)
- 愛は限りなく Dio come ti amo(サンレモ音楽祭優勝) / 青春に生きる Nessuno mi puo giudicare (1966/3 キング HIT-1323)
- 愛は限りなく(日本語) / はじめてのキッス　Il primo bacio che daro (1966/7 キング HIT-1361)
- 愛のうぐいす L'usignolo / 雨が降る Peccato (1967/1 キング HIT-1405)
- ローザ・ネーラ　La rosa　nera / 恋する心 Ho il cuore tenero (1967/7 キング HIT-1451)
- 夕べのしあわせ Sera / 愛の花咲くとき Quando minnamoro (1968/3 キング HIT-1514)
- ペンシルヴァニアの男 Giuseppe in Pennsylvania / 落葉の恋 Come una foglia (1968/8 キング HIT-1537)
- 悲しき天使 Quelli erano i giorni (Those Were The Days) / ピノキオへの手紙  Carissimo Pinocchio (1968/12 キング HIT-1572)
- 雨 La pioggia / マッシーモ・ラニエリ:愛の詩 Quando L'amore Diventa Poesia (1969/3 キング HIT-1613)
- 雨(日本語) / 愛の太陽 （1969/6 キング HIT-1705)
- ズン・ズン・ズン Zum, zum, zum / 消え去る想い Il treno dell'amore（1969 キング HIT-1666)
- 落葉の恋 Come una foglia / 鏡  Lo specchio (1969 キング HIT-1705)
- ロマンティコ・ブルース Romantico blues / めざめ  Risveglo (1970 キング HIT-1740)
- つばめのように Volano le rondini / 愛はひととき Solo Un Momento D'more (1970/9 キング HIT-1793)
- コンドルは飛んで行く Il condor / 愛の花咲くとき Quando m'innamoro (1970/12 キング HIT-1833)
- 薔薇のことづけ Rose nel buio / 日曜はミサに La domenica andando alla messa (1971/4 キング HIT-1833)
- 薔薇のことづけ(日本語) / 愛は限りなく(日本語) (1971/8 キング HIT-1920)
- 白いバラ Lady d'arbanville / 羊飼の少女　La pastora (1971/9 キング HIT-1924)
- 風によせて Amarte e poi morire / 落葉の恋 Tardi (Come una foglia) (1972/1 キング HIT-1924)
- 恋よまわれ　Gira l'amore　/ 愛はさだめ Fatalita （1972 キング HIT-2002)/日本での最後のヒット
- 鏡  Lo specchio / 恋よまわれ(日本語) (1972/9 キング HIT-2055)
- カンタ・バンビーノ(日本語)/春風はどこに Tu balli sul mio cuore (1973/1 キング HIT-2076)
- 太陽のとびら Alle porte del sole / しじゅうからのタンゴ Tango deole capinere (1974/2 キング HIT-2124)
- 夢はめぐり来て　Si' / すみれの涙 Il pappagallo verde (1974/7 キング HIT-2144)
- 街角のシレーヌ(日本語)/街角のシレーヌ Serenade pour deux amours (1977 キング CM99)
- 花咲く丘に涙して　Le colline sono in fiore / 花咲く丘に涙して（日本語） (1978/3 キング CM105)
- 愛と呼ぶの　Chiamalo amore (1985 サンレモ音楽祭3位)

## サンレモ音楽祭
チンクエッティは何度もサンレモ音楽祭に参加している。このコンテストはユーロビジョン・ソング・コンテストの発想の基ともなっている。
- 「夢みる想い（Non ho l'età (per amarti)）」（1964年、優勝）
- 「あこがれはいつも心に」（1965年）
- 「愛は限りなく（Dio, Come Ti Amo）」（1966年、2度目の優勝）
- 「夕べのしあわせ」（1968年）
- 「雨（La pioggia）」（1969年）
- 「ロマンティコ・ブルース」（1970年）
- 「薔薇のことづけ」（1971年）
- 「恋よまわれ」(1972年)
- 「ふしぎな気持ち」（1973年）
- 「愛と呼ぶの」（1985年、3位入賞）
- 「チャオ」（1989年）
- 「Giovane vecchio cuore」（1995年）

## 日本公演
- 1965年

5月（初来日）
• 1970年
　　4月　大阪　フェスティバルホール　（大阪万博開催中）
- 1975年

10月11日 東京厚生年金会館、13日 宮城県民会館
• 1993年　6月10～23日（東京、大阪　）
五反田ゆうぽうと、簡易保険ホール、中野サンプラザ、他
- 2017年

11月18日,19日 CLUB CITTA（24年ぶり8回目の来日公演）